# 谷地久保古墳
谷地久保古墳（やちくぼこふん）は、福島県白河市本沼（もとぬま）にある古墳。形状は円墳。国の史跡に指定されている（史跡「白河舟田・本沼遺跡群」のうち）。

## 概要
| 古墳名        | 形状       | 埋葬施設   | 築造時期            |
| ------------- | ---------- | ---------- | ------------------- |
| 下総塚古墳    | 前方後円墳 | 横穴式石室 | 6世紀後半           |
| 舟田中道1号墳 | 円墳       | 横穴式石室 | 7世紀前半-7世紀中葉 |
| 谷地久保古墳  | 円墳       | 横口式石槨 | 7世紀後半-8世紀初頭 |
| 野地久保古墳  | 上円下方墳 | 横口式石槨 | 7世紀後半-8世紀初頭 |

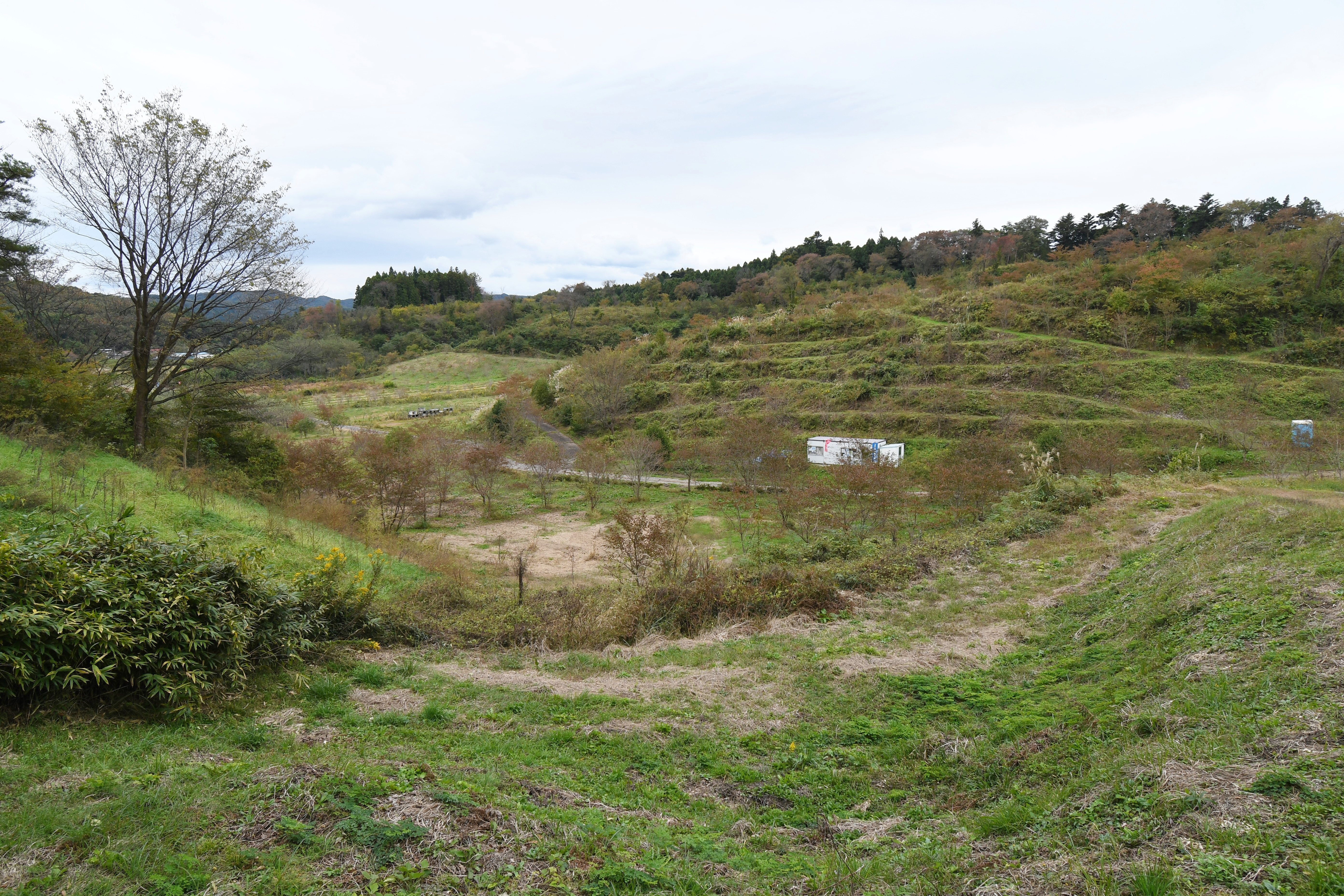
野地久保古墳方向を望む
（左奥の樹叢）

福島県南部、阿武隈川左岸の三方を丘陵に囲まれた丘陵南斜面に築造された古墳である。野地久保古墳と同じ谷の北西400メートルに位置する。1926年（大正15年）・1983年（昭和58年）に石室実測調査が実施されているほか、2001・2003年（平成13・15年）に発掘調査が実施されている。
墳形は円形。墳丘は2段築成で、1段目は直径17メートル、2段目は直径10メートル、墳丘裾部からの高さは最大3.7メートルを測る。埋葬施設は横口式石槨で、南方向に開口する。安山岩質溶結凝灰岩（白河石）の切石によって構築され、山寄せの立地と合わせて近畿地方の横口式石槨と共通する特徴を示すとして注目される。盗掘に遭っているため副葬品は詳らかでない。
築造時期は、古墳時代終末期の7世紀後半-8世紀初頭頃と推定される。南東の野地久保古墳とともに畿内的な横口式石槨を有する特異な古墳であり、被葬者は古代白河郡における盟主的な立場の人物と推定される。また、南方に所在する下総塚古墳（後期の首長墓）と舟田中道遺跡（後期の豪族居館）とともに古墳時代の白河舟田・本沼遺跡群として認知され、周辺に展開する関和久官衙遺跡（推定白河郡衙跡）・借宿廃寺跡からなる古代の白河官衙遺跡群と合わせて、古代白河郡の中心地を示す遺跡群の一角として重要視される古墳である。
古墳域は2015年（平成17年）に国の史跡に指定されている（史跡「白河舟田・本沼遺跡群」のうち）。

## 遺跡歴
- 1926年（大正15年）、測量調査（岩越二郎、1936年に報告）[1]。
- 1983年（昭和58年）、測量調査（網干善教、1984年に報告）[1]。
- 1988年（昭和63年）、福島県指定史跡に指定。
- 2001・2003年（平成13・15年）、国の史跡指定に向けた発掘調査：第3・4次調査（白河市教育委員会、2002・2005年に報告書刊行）[1]。
- 2015年（平成17年）7月14日、国の史跡に指定（史跡「白河舟田・本沼遺跡群」のうち）[2]。

## 埋葬施設

石槨俯瞰図

石槨展開図

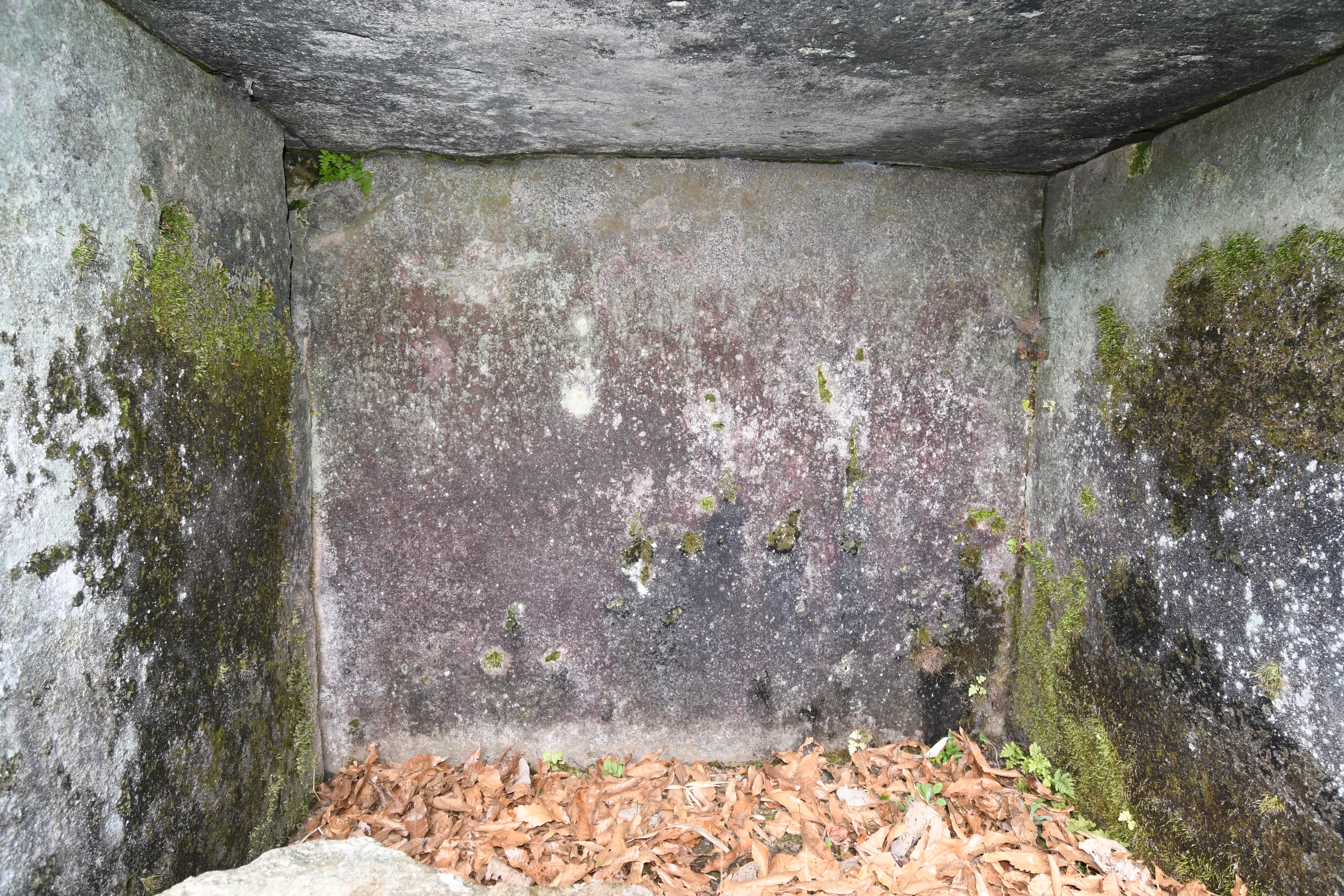
内部
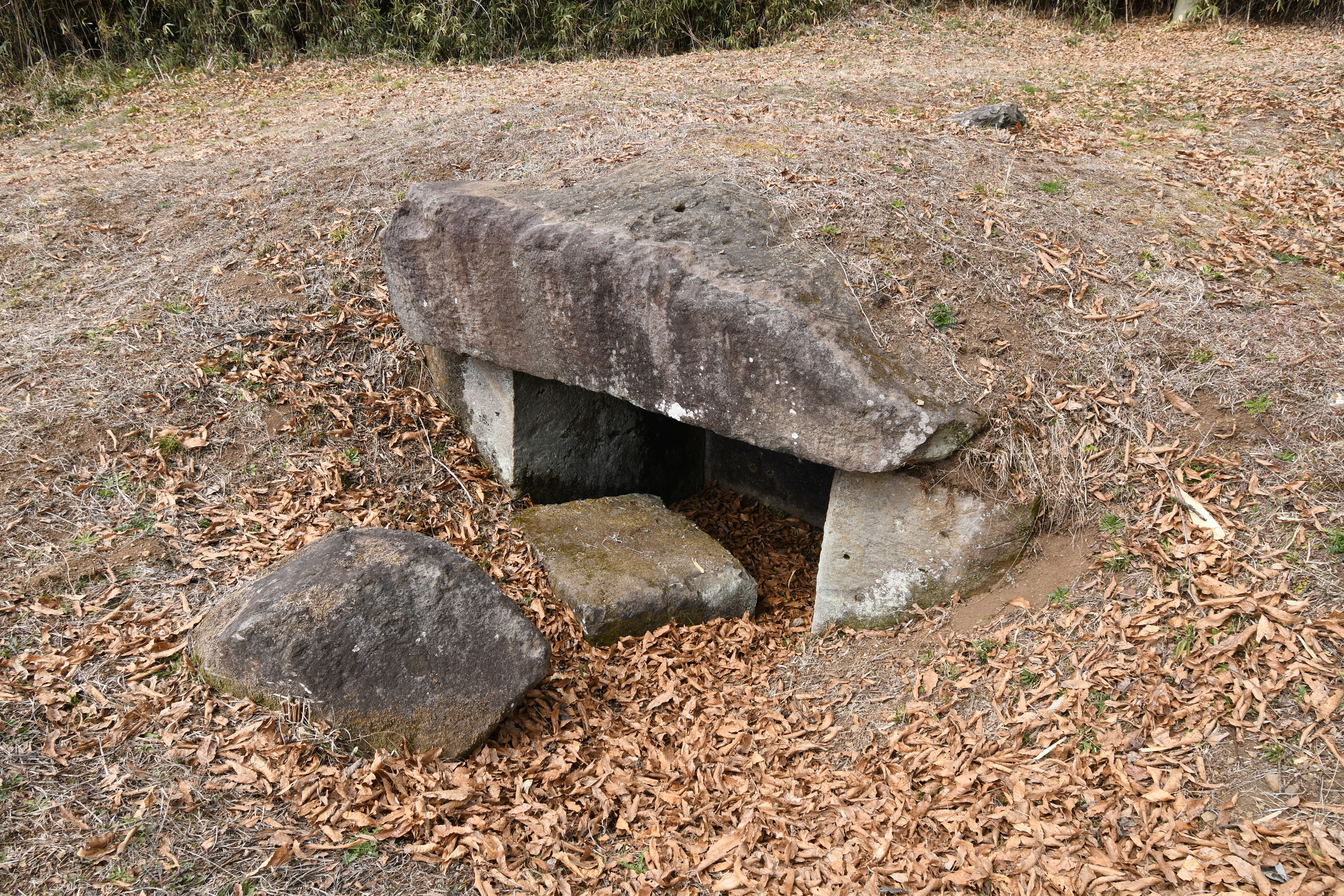
開口部

埋葬施設としては横口式石槨が構築されており、南方向に開口する。石槨の規模は次の通り。
- 玄室：長さ1.44メートル、幅1.38メートル、高さ1.19メートル
- 玄門：長さ0.425メートル、下端幅0.71メートル、高さ0.84メートル
- 羨道：長さ0.815メートル、幅0.97メートル、高さ1.17メートル

石槨の石材は安山岩質溶結凝灰岩（白河石）の切石。現在は奥壁・側壁・天井石・床石が遺存する。石槨の前庭部は南にハ字形に開き、壁面には川原石を積み、底面には扁平な川原石を敷設する。
石槨の特徴としては中尾山古墳（奈良県明日香村）との共通性が指摘される。中尾山古墳と同様に火葬壺が置かれたとする説の一方、中尾山古墳よりも一回り大きいことから改葬墓とする説もある。
- 内部
- 開口部

## 関連文献
（記事執筆に使用していない関連文献）
- 岩越二郎「西白河郡烏峠付近の遺蹟遺物に就いて（下）」『岩磐史談』第9号、岩磐郷土研究会、1936年。
- 福島雅儀「福島県の終末期古墳・二例」『文化福島』、福島県文化センター、1983年。
- 網干善教ほか「東北地方南部における終末期古墳の調査」『考古学研究紀要』第4号、関西大学考古学研究室、1984年。
- 『谷地久保古墳発掘調査報告書 第3次調査（白河市埋蔵文化財調査報告書 第36集）』白河市教育委員会、2002年。
- 『谷地久保古墳発掘調査報告書 第4次調査（白河市埋蔵文化財調査報告書 第41集）』白河市教育委員会、2005年。
- 鈴木功『白河郡衙遺跡群 -古代東国行政の一大中心地-（日本の遺跡10）』同成社、2006年。ISBN 4886213545。
- 『史跡白河舟田・本沼遺跡群、白河官衙遺跡群保存活用計画書』白河市教育委員会、2017年。